# Marcos Aguilar Vega
Marcos Aguilar Vega (Santiago de Querétaro, Querétaro, 3 de julio de 1972) es un político mexicano, miembro del Partido Acción Nacional. Ha sido en dos ocasiones diputado federal y presidente municipal de Querétaro.

## Biografía
Marcos Aguilar Vega es licenciado en Derecho y maestro en Derecho Constitucional y Amparo por la Universidad Autónoma de Querétaro, institución en la que también se desempeñó como docente. Durante sus estudios fue consejero académico y universidad, presidente de la Sociedad de Alumnos y de la Federación de Estudiantes Universitarios de Querétaro.
Entre 1997 y 1999 laboró en la secretaría de Gobierno del estado de Querétaro, siendo jefe de departamento de Espectáculos, jefe de departamento de Inspección Única y director de Planeación y Capacitación y de Coordinación y Enlace de la dirección estatal de Protección Civil. De 2000 a 2003 fue asesor jurídico de la secretaría de Desarrollo Sustentable y de la Contraloría Interna Municipal de Querétaro.
En 2003 fue nombrado secretario de la Contraloría Interna Municipal del Ayuntamiento de Querétaro, en la administración encabezada por el alcalde Armando Rivera Castillejos y de 2005 a 2009 fue magistrado del Tribunal Municipal de Responsabilidades Administrativas.
En 2009 fue elegido diputado a la LVI Legislatura del Congreso del Estado de Querétaro, y en la que fue presidente de la comisión de Movilidad Sustentable. Solicitó licencia al cargo en 2012 para ser candidato del PAN a diputado federal por el Distrito 3 de Querétaro; fue elegido a la LXII Legislatura que concluiría en 2015 y en que la fue vicepresidente de la mesa directiva, y presidente de la comisión de Régimen, Reglamentos y Prácticas Parlamentarias; secretario de la comisión de Puntos Constitucionales e integrante de las comisiones Jurisdiccional; Presupuesta y Cuenta Pública; y, Vigilancia de la Auditoría Superior de la Federación.
En las elecciones de 2015 fue candidato del PAN a presidente municipal de Querétaro, resultando triunfador en las mismas, asumió el cargo del 1 de octubre de ese año. Permaneció en el mismo hasta el 2 de abril de 2018 en que se separó del mismo por licencia temporal para integrarse a la campaña electoral como candidato a diputado plurinominal. Una vez realizado en el proceso electoral en que la que fue elegido, regresó a la presidencia municipal el 2 de julio y se separó definitivamente del cargo el 27 de agosto.
Asumió como diputado plurinominal a la LXIV Legislatura el 1 de septiembre. En la misma es secretario de la comisión de Régimen, Reglamentos y Prácticas Parlamentarias, e integrante de las comisiones de Gobernación y Población, y de Puntos Constitucionales.
Actualmente es el vocero nacional del PAN.